# フィウーメ・ヴェーネト
フィウーメ・ヴェーネト（伊: Fiume Veneto）は、イタリア共和国フリウリ＝ヴェネツィア・ジュリア州ポルデノーネ県にある、人口約12,000人の基礎自治体（コムーネ）。

## 地理

### 位置・広がり

#### 隣接コムーネ
隣接するコムーネは以下の通り。
- アッツァーノ・デーチモ
- カザルサ・デッラ・デリーツィア
- キオーンス
- ポルデノーネ
- サン・ヴィート・アル・タリアメント
- ゾッポラ

### 気候分類・地震分類
フィウーメ・ヴェーネトにおけるイタリアの気候分類 (it) および度日は、zona E, 2452 GGである。
また、イタリアの地震リスク階級 (it) では、zona 3 (sismicità bassa) に分類される。

## 行政

### 分離集落
フィウーメ・ヴェーネトには、以下の分離集落（フラツィオーネ）がある。
- Cimpello, Pescincanna, Bannia, Praturlone

## 人物

### 著名な出身者
- フェデリコ・バルバロ - 20世紀のサレジオ会士・聖書学者。聖書の日本語訳（バルバロ訳）に携わる

## 姉妹都市
- アルベック（ドイツ語版）、オーストリア 1993年
- Hude、ドイツ 2002年
- カステルサラザン、フランス 2007年